# 横浜市立西柴中学校
横浜市立西柴中学校（よこはましりつ にししばちゅうがっこう）は、神奈川県横浜市金沢区西柴にある公立中学校。

## 沿革
- 1960年（昭和35年）12月10日 - 横浜市立金沢中学校西柴分校が開校。
- 1963年（昭和38年）5月1日 - 西柴分校独立、横浜市立西柴中学校として開校。

## 教育目標
共に学び、たくましく、豊かな心を持った生徒を育てます

### 教育課程全体で育成を目指す資質・能力
- 基礎・基本を身につけ、主体的に考え・学び、社会の動向をとらえ、生き抜く知恵を育てます。（知）
- 自分を律し、人を思いやる優しい心を育てます。（徳）
- 自ら健康を保持増進し、心身ともたくましく生きる力を育てます。（体）
- 地域や社会のため、自分の役割や働くことの意義を理解し、行動する力を育てます。（公）
- 多様性を尊重し、コミュニケーションを通して、共に新たな価値を見出す力を育てます。（開）

## 部活動

### 運動系部活動
- サッカー部
- 柔道部
- 水泳部
- バスケットボール部
- ハンドボール部
- 野球部
- 陸上競技部

### 文化系部活動
- 囲碁・将棋部
- 吹奏楽部
- 美術部

## 通学区域
- 片吹 全域
- 長浜
  - 1番地-5番地
  - 7番地-93番地
  - 95番地-105番地
  - 108番地-113番地
  - 115番地-
- 長浜一丁目 全域
- 長浜二丁目 全域
- 西柴一丁目 全域
- 西柴二丁目 全域
- 西柴三丁目 全域
- 西柴四丁目 全域
- 堀口 全域
- 谷津町
  - 1-64番地
  - 65番地の1
  - 66番地-

## 進学前小学校
- 横浜市立西柴小学校
- 横浜市立八景小学校

## アクセス
- 京浜急行電鉄京急本線能見台駅下車徒歩15分
- 京浜急行バス 4系統 上西柴バス停下車徒歩3分